# Capitoli di Kiss×Sis
Questa è la lista dei capitoli di Kiss×Sis, manga di Bow Ditama serializzato dalla Kōdansha sulla rivista settimanale Bessatsu Young Magazine da gennaio 2004 a settembre 2008 e successivamente proseguito su Weekly Young Magazine da settembre 2008 a dicembre 2009 ed infine su Young Magazine dal dicembre 2009 al settembre 2021.

## Volumi 1-10
| 1  | 6 settembre 2007 | ISBN 978-4-06-372344-1                                                              |
| 1  | Capitoli (traduzioni letterali dei titoli) - 0. Cominciamo da 0 (ゼロから始ぬよる?, Zero kara shi nuyoru) - 1. Sotto lo stesso tetto (ひとつ屋根の下?, Hitotsu yane no shita) - 2. La loro strategia (ふたいのかけひき?, Futai no kakehiki) - 3. È questo quello che chiameresti un triangolo amoroso? (これって三角食べ?, Korette sankaku tabe?) - 4. Qualifiche per essere amanti (恋人の資格?, Koibito no shikakua) - 5. Il ragazzo che potrebbe passare (合格圏内の男?, Goukaku kennai no otoko) - 6. Il ragazzo buono a nulla (ロクでなしの男?, Rowa denashi no otoko) |                                                                                     |
| 1  | Trama Keita Suminoe, uno studente quindicenne del terzo anno delle scuole medie, deve sopportare l'affetto persistente e incestuoso delle sue sorellastre sedicenni, Ako e Riko. Quando iniziano ad avvicinarsi gli esami di ammissione di fine anno, Keita si sforza di frequentare regolarmente la scuola di preparazione, lasciando le ragazze per la maggior parte non coinvolte; in una di queste mattine, le due ricordano le loro vite con lui quattro anni prima. Durante le vacanze, le ragazze portano Keita al karaoke con loro ma gli vengono servite delle bevande alcoliche. |                                                                                     |
| 2  | 4 gennaio 2008 | ISBN 978-4-06-375428-5                                                              |
| 2  | Capitoli (traduzioni letterali dei titoli) - 7. In bocca al lupo (ごきげんナナメ?, Gokigen naname) - 8. Pieno di ricordi (ハチきれそうな想い?, Hachi kiresouna omoi) - 9. Tra confusione e frustrazione (苦悩と煩悩の間で?, Kunō to bonnō no kan de) - 10. Il motivo per sentirsi pieni di fiducia (十分な気持ちと理由?, Jūbun na kimochi to riyū) - 11. Uno strumento di buon umore (イイ感じのアイテム?, Ii kanji no aitemu) - 12. Uno, due, 3P! (いち、にの、3P!?, Ichi, nino, 3P!) |                                                                                     |
| 2  | Trama Dopo essere tornati a casa, i tre ragazzi trascorrono insieme il capodanno. Nei giorni successivi, a un mese di distanza dagli esami, Keita trova sempre più difficile studiare con le ragazze che diventano sempre più implacabili nei suoi confronti, anche se i loro atteggiamenti peccaminosi iniziano a piacergli. Nel tentativo di portare fortuna a Keita per il suo prossimo esame, le ragazze, dopo aver fatto una ricerca su Internet a scuola, fanno un omamori con alcuni loro peli pubici e glielo regalano. In seguito, mentre le due ragazze puliscono la stanza di Keita, trovano una rivista per adulti, poi creano una bambola sessuale improvvisata e si masturbano su di essa. |                                                                                     |
| 3  | 22 dicembre 2008 | ISBN 978-4-06-375613-5 (ed. regolare) ISBN 978-4-06-937284-1 (ed. limitata con OAV) |
| 3  | Capitoli (traduzioni letterali dei titoli) - 12. Sentiti libero di andare!! (自由に、ゴー！！?, Jiyū ni, go!!) - 13. C'è un significato a questo? (意味あんの？?, Imi anno?) - 14. Il giorno della prova (いよいよ本番!?, Iyoiyo honban!) - 15. L'angoscia di un ragazzo di 15 anni (男15歳の苦悩?, Otoko 15 toshi no kunō) - 16. La lussuria delle ragazze di 16 anni (女16歳の煩悩?, Onna 16 toshi no bonnō) - 17. Una notte sfrenata (自由なナイトタイム!?, Jiyū na naitotaimu) |                                                                                     |
| 3  | Trama Keita ha l'influenza ed è costretto a letto per alcuni giorni mentre Ako e Riko cercano di prendersi cura di lui. Arriva la mattina dell'esame e Keita dà il meglio di se stesso; il giorno successivo, il gruppo visita un onsen per festeggiare. Dopo aver giocato ad alcuni giochi di carnevale, pranzato, visitato un museo del sesso e cenato, il trio si rilassa in una sorgente termale. Ako tenta di approfittare di Keita facendolo ubriacare di birra mentre Riko riesce a sedurlo quando Ako perde i sensi. Alla fine Keita si addormenta e quando si sveglia afferma di non ricordare più nulla di quanto accaduto. |                                                                                     |
| 4  | 22 maggio 2009 | ISBN 978-4-06-375723-1 (ed. regolare) ISBN 978-4-06-937296-4 (ed. limitata con OAV) |
| 4  | Capitoli (traduzioni letterali dei titoli) - 18. Non è tardi per il tuo orecchio? (イヤに遅くない？?, Iya ni osokunai?) - 19- Oh, un ricordo (おトク記念品?, Otoku kinenhin) - 20. All'interno del ripostiglio della palestra (二重露出?, Nijū roshutsu) - 21. Un regalo a sorpresa! (不意打ちプレゼント?, Fuiuchichi purezento!) - 22. Cerimonia di ingresso spensierata (ツツがない入学式?, Tsutsu ganai nyūgakushiki) - 23. Un fratello minore crudele (残酷な弟?, Zankokuna otōto) |                                                                                     |
| 4  | Trama I risultati degli esami arrivano per posta; Keita però scompare quando un cane inizia ad inseguirlo ed è costretto a scappare. Alla sera, Miharu Mikuni, una compagna di studi, gli porta i risultati dell'esame e si scopre che Keita è passato. Dopo che il ragazzo è passato al liceo, il gruppo incontra nuovamente Miharu e una nuova conoscenza, Minazuki Kiryu, un'amica più giovane di Keita, che partecipano tutte a una lotteria per conquistare il suo cuore. Il giorno dopo, Keita e le ragazze si recano a far preparare la nuova uniforme scolastica e incontrano una sarta che funge anche da insegnante privata, Yuzuki Kiryu. Quest'ultima, dopo aver visto il bacio tra i tre ragazzi a scuola, si pone l'obiettivo personale di sciogliere la loro relazione. |                                                                                     |
| 5  | 20 novembre 2009 | ISBN 978-4-06-375829-0 (ed. regolare) ISBN 978-4-06-358298-7 (ed. limitata con OAV) |
| 5  | Capitoli (traduzioni letterali dei titoli) - 24. I cani stanno impazzendo (犬がニシ向きゃ?, Inu ga nishi mukya) - 25. Facciamo torbido il tè (お茶は濁しましょう?, Ocha wa nigoshi mashō) - 26. Dopo un bagno di mezzanotte (風呂上りの夜空に?, Furo nobori no yozora ni) - 27. Un aspetto sconosciuto (不慣れなカッコ?, Funare na kakko) - 28. Una stagione delle vacanze complicata (フヤけた大型連休?, Fuya keta oogatarenkyū!) - 29. Sorelle adorabili (ニクめない姉妹?, Niku menai shimai) |                                                                                     |
| 5  | Trama Yuzuki cerca di convincere, senza successo, Miharu ad uscire con Keita mentre Ako e Riko di smettere con il loro atteggiamento amoroso nei confronti del fratellastro. A seguito di un malinteso avvenuto nel bagno delle donne, Yuzuki si ritrova con i vestiti fradici e perciò Keita le presta la sua tuta da ginnastica. Yuzuki torna a casa vestita con tale indumento e finisce per masturbarsi con esso. Il giorno successivo, mentre sta cercando un libro di cucina, Riko trova una rivista pornografica nello scaffale di Ako, che ispira le ragazze a chiedere di acquistare un computer. Il tecnico che lo ha sistemato per la famiglia installa un filtro ad Internet, e così le due ragazze cercano di visitare Akihabara per acquistare un eroge. Facendosi strada nella sezione per adulti di un negozio di videogiochi, le ragazze di imbattono in Yuzuki e Minazuki; qui le due rivelano di essere sorelle. |                                                                                     |
| 6  | 4 giugno 2010 | ISBN 978-4-06-375925-9 (ed. regolare) ISBN 978-4-06-358311-3 (ed. limitata con OAV) |
| 6  | Capitoli (traduzioni letterali dei titoli) - 30. Una relazione imprevedibile (見通し不明な関係?, Mitooshi fumei na kankei) - 31. Contatto incredibile (サイコーの密着度?, Saiko no micchakudo) - 32. Le ricompense hanno un sapore simile al miele (ご褒美はミツの味?, Go houbi ha mitsu no aji) - 33. Un terribile evento (様々なイベント?, Samazamana ibento) - 34. Un'intervista senza ostacoli (サシつかえない訪問?, Sashi tsukaenai houmon) - 35. Un modo magnifico per nascondersi (見事な隠れかた?, Migoto na kakure kata) |                                                                                     |
| 6  | Trama Mentre ripensa a tutte le esperienze imbarazzanti vissute con Keita, Miharu ha un orgasmo e si rende conto di essere leggermente attratta da lui. Dopo aver trascorso un paio di giorni intimi con Keita, Ako e Riko partecipano a una visita medica a scuola e qui gareggiano tra loro per vedere chi delle due ottiene i punteggi migliori in vari campi; nonostante abbia seguito una dieta ipocalorica, Ako perde la sfida con la sorella quando arriva il momento di pesarsi perché ha qualche etto in più di Riko. Mentre torna a casa da scuola durante un giorno di pioggia, Minazuki invita Keita a casa sua e qui la ragazzina inizia a stuzzicarlo per divertimento. Yuzuki torna a casa prima e Minazuki cerca in ogni modo di nascondere Keita ma alla fine il ragazzo viene trovato dalla professoressa. |                                                                                     |
| 7  | 22 novembre 2010 | ISBN 978-4-06-375998-3 (ed. regolare) ISBN 978-4-06-358322-9 (ed. limitata con OAV) |
| 7  | Capitoli (traduzioni letterali dei titoli) - 36. Una fredda visita a casa (おサムい家庭訪問?, Osamui kateihoumon) - 37. Una sorella maggiore da cui dovresti imparare (見習うべき姉?, Minarau kekiane) - 38. Dopo essersi rinfrescati... (さっぱりした後は...?, Sapparishita nochi ha...) - 39. Emozione esplosiva (炸裂する愛情?, Sakuretsu suru aijō) - 40. Essere incolpati dall'inizio alla fine... (責められて...?, Seme rarete..) - 41. Le vacanze estive di una brava ragazza (よい子の夏休み?, Yoiko no natsuyasumi) |                                                                                     |
| 7  | Trama Per rimediare al precedente inconveniente con Minazuki, Yuzuki decide di fare una visita a casa dei Suminoe; con il resto della famiglia fuori casa per il resto della giornata, la professoressa si ritrova in una situazione scandalosa con Keita. Dopo un altro paio di giorni di passione con Keita, Ako e Riko pianificano una vacanza estiva al mare o in montagna. Insoddisfatta dalla decisione presa senza la sua supervisione, Yuzuki si invita a fare da accompagnatrice con Miharu e Minazuki a seguito. |                                                                                     |
| 8  | 22 giugno 2011 | ISBN 978-4-06-376073-6 (ed. regolare) ISBN 978-4-06-358339-7 (ed. limitata con OAV) |
| 8  | Capitoli (traduzioni letterali dei titoli) - 42. Una storia sul mare estremamente strana (世にも奇妙な海物語?, Yonimo kimyō na umi monogatari) - 43. Un posto imbarazzante (お恥ずかしいシミ?, Ohazukashi ishimi) - 44. Una bella serata (よよいの宵?, Yoyoino shō) - 45. Il lavoro dell'insegnante (教師のオシゴト?, Kyōshi no oshigoto) - 46. Cattive tattiche di battaglia (ヨロしくない状況?, Yoro shikunai joukyō) - 47. Ciò che è successo nel mezzo della notte (ヨナカの出来事?, Yonaka no dekigoto) - 48. Manipolare il tuo fratello minore (支配される弟?, Shihai sareru otōto) |                                                                                     |
| 8  | Trama Il gruppo decide di visitare la spiaggia per le vacanze e qui tutti quanti trascorrono alcuni piacevoli momenti insieme. Dopo essere andati all'hotel, il gruppo va a cena, va a fare una prova di coraggio e poi torna indietro a fare il bagno; con grande delusione di Yuzuki, Keita e le ragazze condividono una stanza separata per la notte. Dopo essersi intrufolata per controllarli, Yuzuki si avvicina a Keita quando questi ha un'erezione nel sonno e più tardi si verifica la medesima cosa quando deve andare al bagno. A seguito di ciò, Minazuki rivela di aver visto e sentito quasi tutto e poi dice alla sorella Yuzuki che ha capito che a lei piace Keita. Il giorno dopo, dopo aver vinto una partita di sasso carta forbici con Ako, a Riko viene data l’opportunità di stare da sola con Keita. |                                                                                     |
| 9  | 30 novembre 2011 | ISBN 978-4-06-376158-0 (ed. regolare) ISBN 978-4-06-358355-7 (ed. limitata con OAV) |
| 9  | Capitoli (traduzioni letterali dei titoli) - 49. La sorella maggiore ha fallito (しくじった姉?, Shikujitta ane) - 50. Dato che siamo tutte ragazze, non c'è bisogno di trattenersi ♪ (女子会なら､ご自由に♪?, Joshi kai nara go jiyū ni♪) - 51. Oltre il consenso!? (合意のうえで！？?, Goui nouede!?) - 52. Ghiaccio corneo (ゴツゴツした氷?, Gotsugotsu shita kori) - 53. L'errore di calcolo di Yuzuki Kiryu (桐生夕月の誤算?, Kiryū Yūduki no gosan) - 54. Go for it! (Go for it!?) |                                                                                     |
| 9  | Trama A mezzogiorno dell'ultimo giorno di vacanza, il gruppo torna in spiaggia. Keita, desiderando prendere le distanze da Riko, porta Ako su una barca nel mare e qui i due condividono un momento lussurioso e imbarazzante sotto il sole. La storia si sposa poi in piena estate, e dopo aver trascorso un caldo pomeriggio a baciare alla francese i cubetti di ghiaccio con le ragazze, tutti quanti tranne Miharu partecipano a un Bon Festival; al termine della serata, dopo aver baciato Keita, Yuzuki confessa di essere innamorata di lui. Al termine delle vacanze estive, Keita finisce i compiti per il suo compleanno e guarda con ottimismo Ako e Riko pensando al loro prossimo secondo semestre a scuola. |                                                                                     |
| 10 | 6 luglio 2012 | ISBN 978-4-06-376662-2 (ed. regolare) ISBN 978-4-06-358380-9 (ed. limitata con OAV) |
| 10 | Capitoli (traduzioni letterali dei titoli) - 55. C'è un malinteso!! (ご、誤解あります!!?, Go, gokai arimasu!!) - 56. Non preoccuparti!! (心配練無用!!?, Shinpai neri muyō!!) - 57. Quella sensazione schiacciante (ユナゴナになりそうな気持ち?, Yunagona ni nari-sōna kimochi) - 58. L'addestramento segreto proibito (御法は秘密練習?, Minori wa himitsu renshū) - 59. La migliore prestazione (極上の演技?, Gokujō no engi) - 60. Non così ingenuo come si potrebbe pensare! (無糖の味は甘くはい！?, Mutō no aji wa amaku wa i!) |                                                                                     |
| 10 | Trama Dopo che le vacanze sono terminate, inizia il primo giorno del secondo semestre scolastico. Poiché i compagni di classe di Keita lo invidiavano per il viaggio che ha fatto con le sue sorelle durante le vacanze, Keita sembra molto depresso e pensa all'inconveniente con Yuzuki. Appare poi Miharu che lo saluta e il ragazzo rimane sorpreso. Toda, l'amico di Keita, inizia a sospettare che Keita possa aver fatto l'amore con Miharu durante le vacanze estive e immagina alcune scene perverse che Keita però nega immediatamente, ammette però di essere partito insieme a lei nel corso dell'estate. |                                                                                     |

## Volumi 11-20
| 11 | 6 febbraio 2013 | ISBN 978-4-06-376788-9 (ed. regolare) ISBN 978-4-06-358403-5 (ed. limitata con OAV) |
| 11 | Capitoli (traduzioni letterali dei titoli) - 61. Tempo di inattività (無為はる時間?, Mui haru jikan) - 62. Relazione intima (仲睦まじい剛系?, Naka mutsumajī tsuyoshi-kei) - 63. Affamata di amore (愛情をムサボるように?, Aijō o musaboru yō ni) - 64. Un problema che non può ignorare (無視できない問題?, Mushi dekinai mondai) - 65. La brutale giornata di atletica leggera di Mikuni (三国のムゴイ体育祭?, Sangoku no mugoi taiiku matsuri) - 66. Mumu!? Un piacere sconosciuto!! (ムムッ！？未知な刺激！！?, Mumu~tsu!? Michina shigeki!!) - 67. Un momento nervoso dopo la scuola (胸騒ぎの放課後?, Munasawagi no hōkago) |                                                                                     |
| 11 | Trama Keita inizia a frequentare la professoressa Yuzuki. |                                                                                     |
| 12 | 6 novembre 2013 | ISBN 978-4-06-376926-5 (ed. regolare) ISBN 978-4-06-358439-4 (ed. limitata con OAV) |
| 12 | Capitoli (traduzioni letterali dei titoli) - 68. Non posso lasciare le cose vaghe!! (ウヤムヤにはできない！！?, Uyamuya ni wa dekinai!) - 69. Non posso restare pura (無垢ではなくてない?, Mukude wanakute nai) - 70. Sentimenti da sollecitare ancora di più (なおさらに募る想い?, Naosara ni tsunoru omoi) - 71. Affetto segreto (ナイショの好意?, Naisho no kōi) - 72. Un ricordo nostalgico (懐かしい記憶?, Natsukashī kioku) - 73. Sappiamo chi verrà (ナミナミと注意で?, Naminami to chūi de) - 74. Una coppia in una stalla (個室での丌ハプジ?, Koshitsu de no 丌 hapuji) |                                                                                     |
| 13 | 6 agosto 2014 | ISBN 978-4-06-377037-7 (ed. regolare) ISBN 978-4-06-358487-5 (ed. limitata con OAV) |
| 13 | Capitoli (traduzioni letterali dei titoli) - 75. Giochi da famiglie per il compleanno!! (はごやはは家族ゲーム!!?, Wa goya wa wa kazoku Gēmu!!) - 76. Alleluia! Notte di tapioca!! (南無三！タピ丌カの夜!!?, Namusan! Tapi 丌 ka no yoru!!) - 77. Un'incredibile festa di compleanno (ナナX上の誕生日祝い?, Nana X-jō no tanjōbiiwai) - 78. Un amore di molti alti e bassi (七転び八起きの恋?, Nanakorobiyaoki no koi) - 79. Ricordi così imbarazzanti da farti venire voglia di piangere (泣くほど恥ずかしい記憶?, Naku hodo hazukashī kioku) - 80. Leggermente nuvoloso con possibilità di pioggia (晴れ時々イケはい?, Hare tokidoki ike wa i) |                                                                                     |
| 14 | 6 aprile 2015 | ISBN 978-4-06-377162-6 (ed. regolare) ISBN 978-4-06-358745-6 (ed. limitata con OAV) |
| 14 | Capitoli (traduzioni letterali dei titoli) - 81. Alta tensione a Taiwan (ハイテンションin台湾?, Taiwan no hai Tenshon) - 82. Insegnante della trappola del miele (ハニトラ教師?, Hanitora kyōshi) - 83. Lasciarlo fuori al momento sbagliato (発散しちゃおう時間差で?, Hassan sha ō jikan-sa de) - 84. Tracce di avanzi di odori (恥は嗅ぎ捨て?, Haji wa kagi sute) - 85. Celebrazione anticipata (早くごちそうしてね?, Hayaku gochisō shite ne) - 86. Love Hotel, arriviamo. ...? (ハローラブホテル。。。 。 ？?, Harō Rabu Hoteru. ... ?) |                                                                                     |
| 15 | 6 novembre 2015 | ISBN 978-4-06-377347-7 (ed. regolare) ISBN 978-4-06-362318-5 (ed. limitata con CD)  |
| 15 | Capitoli (traduzioni letterali dei titoli) - 87. Torte di riso sui fiori (花よりお餅?, Hana yori o mochi) - 88. Un po'!!? (やややつ！！？?, Yaya yatsu!!?) - 89. La coppia davvero stupida (迫真のバカップル?, Hakushin no bakappuru) - 90. L'amante angosciato (活渋の恋人?, Katsu shibu no koibito) - 91. Pentirsi! (悔い改めよ！?, Kuiaratameyo!) - 92. Sta facendo il bagno all'improvviso (急にお風呂です?, Kyū ni o furodesu) |                                                                                     |
| 16 | 6 aprile 2016 | ISBN 978-4-06-377455-9                                                              |
| 16 | Capitoli (traduzioni letterali dei titoli) - 93. Facilmente gestibile (与しやすい?, Kumishi yasui) - 94. Sospetti furtivi (くよくよコソコソ?, Kuyokuyo kosokoso) - 95. Quel ragazzo è pervertito (こいつはヤバイ?, Koitsuhayabai) - 96. Calcio a scuola.. (苦労性なのかも‥?, Kurōshōna no kamo‥) - 97. Cioccolato veloce (急なチョコ尽くし?, Kyūna choko tsukushi) - 98. Leccare le tette ricoperte di cioccolato (詳しくは言えないけど?, Kuwashiku wa ienaikedo) |                                                                                     |
| 17 | 4 novembre 2016 | ISBN 978-4-06-393070-2                                                              |
| 17 | Capitoli (traduzioni letterali dei titoli) - 99. Sorella in soccorso (救急お姉さん?, Kyūkyū onēsan) - 100. Baci sul 100º capitolo!! (百物語でキス!!?, Hyakumonogatari de kisu!!) - 101. Finalmente sono al primo anno (1年生になりました?, 1-nensei ni narimashita) - 102. Una preoccupazione crescente (膨らむ想い?, Fukuramu omoi) - 103. Ricordando (さいげん?, Sai gen) - 104. Prova (試練?, Shiren) |                                                                                     |
| 18 | 2 maggio 2017 | ISBN 978-4-06-393185-3                                                              |
| 18 | Capitoli (traduzioni letterali dei titoli) - 105. Scusa mamma (ごめん母さん?, Gomen kāsan) - 106. Impossibile (ムリ?, Muri) - 107. Disperso (なんにもない?, Nan'nimo nai) - 108. Quando ad Hakodate (函館にて?, Hakodate nite) - 109. Ecco come è un bagno occidentale (ここはユニットバス?, Koko wa yunitto basu) - 110. Juicy (ジューシー?, Jūshī) |                                                                                     |
| 18 | Trama Yuzuki decide di fare una vacanza a Hokkaidō e Keita e le ragazze la seguono. |                                                                                     |
| 19 | 6 dicembre 2017 | ISBN 978-4-06-510536-8                                                              |
| 19 | Capitoli (traduzioni letterali dei titoli) - 111. In un posto lontano (遠い所へ?, Tōi tokoro e) - 112. Un grande giorno per la mia partenza (いい日旅立ち?, Ī hi tabidachi) - 113. Insignificante (意味なんて?, Imi nante) - 114. In una sola notte (一夜一夜に?, Ichiyaichiya ni) - 115. Possibilità di una vita (ー期ー会?, -Ki ̄-kai) - 116. Rock You (Rock You?) |                                                                                     |
| 19 | Trama Mentre si trova ad Hakodate, Keita incontra Yuzuki davanti a un negozio Animate (una catena che vende anime e manga) e scopre che lei è un otaku. Yuzuki trascorre del tempo con lui e si chiede perché Keita abbia scelto di seguirla. Il ragazzo decide poi di confessarsi ma la professoressa lo lascia. Dopo essere tornati a casa, Keita e le ragazze ricevono uno smartphone e poi arriva un'email da parte di Yuzuki che presenta un link a un sito web pornografico statunitense. Alcuni giorni dopo, a scuola, Keita dice inavvertitamente alla sua classe di aver lasciato la sua ragazza, anche se la cosa non gli si ritorce contro in quanto aveva convinto precedentemente gli altri che Miharu fosse la sua fidanzata, quando invece si riferiva a Yuzuki. Miharu prende le difese di Keita e calma la classe, poi si mette a cavalcioni su di lui, lo bacia davanti a tutti ma vengono visti da Ako e Riko. |                                                                                     |
| 20 | 6 luglio 2018 | ISBN 978-4-06-512017-0                                                              |
| 20 | Capitoli (traduzioni letterali dei titoli) - 117. Nightmare (ナイトメア?, Naitomea) - 118. L'altro lato della guarigione (癒しの向こう側?, Iyashino mukō-gawa) - 119. Notti insonni (いく夜眠れぬ?, Iku yoru nemurenu) - 120. Una personalità bestiale (ニ獣人格?, Ni-jū jinkaku) - 121. Alla fine l'ho catturato (ついに捕まった？?, Tsuini tsukamatta?) - 122. Non riesco a tornare alla normalità (普通じゃ戻れない?, Futsū ja modorenai) |                                                                                     |
| 20 | Trama Miharu decide finalmente di accettare i sentimenti che prova per Keita e desidera stare con lui. L'amore platonico della ragazza per Keita inizia presto a manifestarsi e questa mostra una personalità diversa dal solito. Infatti il suo carattere timido e tranquillo si tramuta in quello di una ninfomane disposta a fare qualsiasi cosa le venga in mente e Keita rimane spaventato dai suoi atteggiamenti. |                                                                                     |

## Volumi 21-25
| 21 | 6 marzo 2019 | ISBN 978-4-06-514797-9 |
| 21 | Capitoli (traduzioni letterali dei titoli) - 123. Sentimenti accumulati (積み重なる想い?, Tsumikasanaru omoi) - 124. Gioco misterioso (不思議遊戯?, Fushigi yūgi) - 125. Attacco a sorpresa (不意討ち?, Fuiuchi) - 126. Legami rotanti (紡ぎ直す絆?, Tsumugi naosu kizuna) - 127. Prima che tutto si connetta (つながる前に?, Tsunagaru mae ni) - 128. Faccia ghignante (ニヤケ顔?, Niyake gao) |                        |
| 21 | Trama Il piano di Keita per riportare Miharu alla "normalità" consiste nell'usare una variazione del riflesso pavloviano baciandola fino a quando non tornerà come prima. Yuzuki vede però il ragazzo e decide di andargli a parlare, ma quest'ultimo decide di nascondere Miharu sotto la cattedra per timore di finire in una situazione spiacevole. Mentre Keita parla con Yuzuki, Miharu si sente ignorata e fa emergere il suo "lato osceno", facendo una fellatio a Keita da sotto la scrivania, sorprendendo Yuzuki. Quando Keita dice ad Ako e Riko cosa gli ha fatto Miharu, Ako decide di testare la sua teoria andando a casa sua con Keita. Miharu si mostra ostile nei confronti di lei ma Ako le si avvicina e la bacia in modo da calmarla. Dopo che Keita, Ako e Miharu si sono baciati tutti quanti insieme, Ako dice a Miharu di non fare più cose oscene e rimprovera Keita per aver ignorato Miharu, dicendogli di trattarla meglio. |                        |
| 22 | 6 marzo 2020 | ISBN 978-4-06-518812-5 |
| 22 | Capitoli (traduzioni letterali dei titoli) - 129. Rivoltante (にくたらしい?, Nikutarashii) - 130. Un'ombra affascinante (見とれる背中?, Mitoreru senaka) - 131. Talento in fiore (才能開花?, Sainō kaika) - 132. Sono venuta a trovarti (見に来たよ♡?, Mi ni ki ta yo) - 133. Tutto orecchi (目あり?, Me ari) - 134. Aspetto irriconoscibile (見知らぬ姿?, Mishiranu sugata) - 135. Il momento migliore per vedere (見頃です?, Migorodesu) |                        |
| 22 | Trama Riko, Miharu e Yuzuki si incontrano nell'appartamento di quest'ultima e qui Riko cerca di elaborare un piano per cercare di sottrarre Keita ad Ako. In seguito Yuzuki le suggerisce di fare il cosplay di Keita. A seguito di un duro allenamento, Riko si ammala, quindi Keita decide di leccarle il sudore per mantenerla fresca ma la cosa finisce per farla impazzire. Poi Keita si prende il raffreddore di Riko. Ako dà a Miharu la sua chiave di riserva per far visita a Keita perché non si fida di Riko, quindi Miharu va dal ragazzo e si mette a cavalcioni su di lui per leccargli varie parti del corpo, proprio come fece Keita con Riko. Quindi inizia a urinare facendo si che Keita posizioni velocemente il suo cestino dei rifiuti sotto Miharu per evitare di sporcare il letto. Dopo che Keita inizia a sentirsi meglio, Miharu su ammala. Riko inizia a raccontare i dettagli del suo appuntamento con Keita in un bar karaoke e qui si presenta Minazuki che vuole fare degli abiti a Riko. Dopo l'appuntamento, Riko inizia a sentirsi leggermente più sicura di se stessa nella sua rivalità con Ako. Minazuki va a trovare Keita travestita da Yuzuki, sperando di farlo innamorare di lei, ma senza successo. Tuttavia i due riescono a trascorrere del tempo insieme in maniera più che spensierata. Tra i vari abiti da cosplay di Minazuki finisce anche un vestito della scuola materna e Keita le suggerisce di indossarlo. Lei poi si siede in grembo al ragazzo e questo inizia ad accarezzarle la testa mentre si rilassa quasi come se si stesse addormentando. Dopo essere tornata a casa, Minazuki rimprovera Yuzuki per aver messo un abito della scuola materna in mezzo a quelli dei cosplay. |                        |
| 23 | 4 dicembre 2020 | ISBN 978-4-06-521705-4 |
| 23 | Capitoli (traduzioni letterali dei titoli) - 136. Calda e infastidita (いざムラムラ?, Izamuramura) - 137. Non dirlo a tutti (皆もで言わないで?, Mina mo de iwanaide) - 138. Miharu (美春?, Miharu) - 139. Grazie di tutto (いっぱいサンキュー?, Ippai sankyū) - 140. Durante la notte (一夜を越えて?, Ichiya o koete) - 141. Notte dopo notte (一夜一夜に?, Ichiya ichiya ni) - 142. Fare il bagno insieme (一緒に風呂で?, Issho ni furo de) |                        |
| 23 | Trama Dopo aver sentito da Yuzuki della visita di Minazuki a Keita, Miharu decide di andare dal ragazzo e fare la stessa cosa di Minazuki. Tuttavia, Keita trova difficile avere a che fare con la figura voluttuosa di Miharu. Poi emerge il lato oscuro della ragazza che inizia a ballare una lap-dance erotica e Keita va nel panico. Miharu torna normale e si scusa per le sue oscenità, ma Keita dice di non volerla più vedere. Tale affermazione finisce per devastare Miharu, poi si calma e decide di confessare i suoi veri sentimenti per Keita il giorno dopo a scuola. Quando lei e Keita si incontrano, Ako, Riko, Yuzuki e Minazuki osservano segretamente la loro conversazione. Miharu confessa a Keita di essersi innamorata di lui, tuttavia il ragazzo la rifiuta per via dei suoi ultimi atteggiamenti osceni. Miharu si aspettava di essere respinta e la cosa non la turba, anche se sospetta che lui ami ancora Ako e Riko. Keita nega la cosa e dice a Miharu di essere ridicola, ma poi Ako e le altre si presentano sulla scena per parlare con lui, sorprendendolo. Ako e Riko si arrabbiano con Keita per aver scaricato Miharu in maniera così fredda mentre si congratulano e consolano la ragazza per aver confessato il suo amore. A seguito di questo episodio, Keita inizia a sviluppare una disfunzione erettile. Dopo aver provato di tutto, chiama Miharu per chiederle il suo aiuto e lei accetta. Entrano nella doccia, lui si siede e lei lo bagna sia con l'acqua che con la propria urina, facendo si che il ragazzo superi il problema, ma la cosa finisce per disgustare Ako, Riko e Minazuki che stavano guardando la scena di nascosto. Keita, Ako e Riko si preparano per l'ultimo anno di liceo. Dopo una giornata estenuante per tutti, i tre decidono di fare un bagno, ma Keita ha l'idea di farlo al buio più totale per aumentare il fattore mistero e paura. Tuttavia questa sua trovata gli si ritorce contro quando Ako e Riko ne approfittano, facendolo diventare matto. Il giorno dopo, Keita torna a casa pensando alla precedente notte e mentre vaneggia con la mente, si perde. |                        |
| 24 | 17 giugno 2021 | ISBN 978-4-06-523672-7 |
| 24 | Capitoli (traduzioni letterali dei titoli) - 143. Sentimenti radicati (シミついた想い?, Shimi tsuita omoi) - 144. Quello con una volontà debole (意志弱いのは?, Ishi yowai no wa) - 145. Autocontrollo per mancanza di pensiero (思考停止の自制心?, Shikō teishi no jiseishin) - 146. Mettiamolo su bianco e nero! (シロクロつけよう！?, Shiro kuro tsuke yō!) - 147. Tutti i giorni senza volontà (意志無き日常?, Ishi naki nichijō) - 148. Chi è responsabile della volontà debole? (意志薄弱は誰のせい？?, Ishi hakujaku wa dare no sei?) |                        |
| 25 | 18 novembre 2021 | ISBN 978-4-06-525882-8 |
| 25 | Capitoli (traduzioni letterali dei titoli) - 149. Sarò reattivo (意識しちゃうぞ?, Ishiki shichauzo) - 150. Piscina inimica (遺恨プール?, Ikon Pūru) - 151. Luogo di riposo (憩いの場所?, Ikoi no basho) - 152. Il cuore non si legge affatto (一向に読めないココロ?, Ikkō ni yomenai kokoro) - 153. Arrenditi alle mie sorelle (姉に降参?, Ane ni kōsan) - 154. L'ultimo bacio (最後のキスは?, Saigo no Kisu wa) |                        |